# Thibault Moulin
Thibault Moulin (ur. 13 stycznia 1990 we Flers) – francuski piłkarz występujący na pozycji pomocnika w FC Flérien.
Wychowanek SM Caen, w swojej karierze grał także w takich zespołach jak LB Châteauroux, Clermont Foot, Waasland-Beveren oraz Legia Warszawa. W 2011 reprezentant Francji do lat 21.

## Kariera klubowa
2 listopada 2016 strzelił w meczu 4. kolejki fazy grupowej Ligi Mistrzów swoją pierwszą bramkę dla Legii Warszawa w zremisowanym 3:3 meczu z Realem Madryt. Bramka padła w 83. minucie meczu przy wyniku 2:2 i dała Legii prowadzenie. Dla francuskiego pomocnika był to 24. oficjalny występ w warszawskiej drużynie.
12 grudnia 2017 roku rozegrał 50. mecz w Ekstraklasie w barwach Legii Warszawa przeciwnikiem warszawian był Piast Gliwice.
31 stycznia 2018 przeszedł do PAOK FC. Z greckim klubem podpisał trzyletni kontrakt.

## Sukcesy

### Legia Warszawa
- Mistrzostwo Polski: 2016/2017, 2017/2018
- Puchar Polski: 2017/2018